# Axxess & Ace
Axxess & Ace è un album in studio del gruppo musicale statunitense Songs: Ohia, pubblicato nel 1999.

## Tracce
Tutte le tracce sono state scritte da Jason Molina.

1. Hot Black Silk
2. Love & Work
3. Love Leaves Its Abusers
4. Redhead
5. Captain Badass
6. Come Back to Your Man
7. Champion
8. How to Be Perfect Men
9. Goodnight Lover